# Giuliana Spada
Giuliana Spada (Forlì, 18 aprile 1971) è un'ex multiplista italiana.
Partecipò ai campionati del mondo del 1993 aggiudicandosi il ventiduesimo posto nell'eptathlon, mentre l'anno successivo arrivò sedicesima ai campionati europei nella medesima specialità.
Prese parte anche ai Giochi olimpici di Atlanta 1996, ma già alla prima gara dell'eptathlon, i 100 metri ostacoli, non raggiunse il traguardo e non poté quindi proseguire la gara. 
Nel 1997 sposa Fedriga Silvano con cui ha due figlie.
Nel 2001 nasce sua nipote Anna, quattrocentista, nel 2002 sua figlia Martina, discobola, e nel 2004 nasce sua figlia Carlotta, velocista e ostacolista.

## Palmarès
| Anno | Manifestazione  | Sede      | Evento    | Risultato | Prestazione | Note |
| ---- | --------------- | --------- | --------- | --------- | ----------- | ---- |
| 1993 | Mondiali        | Stoccarda | Eptathlon | 22ª       | 5214 p.     |      |
| 1994 | Europei         | Helsinki  | Eptathlon | 16ª       | 5777 p.     |      |
| 1996 | Giochi olimpici | Atlanta   | Eptathlon | dnf       | dnf         |      |

## Campionati nazionali
- 4 volte campionessa italiana assoluta nell'eptathlon (1992, 1993, 1995 e 1996)

1992
- Oro ai , campionati italiani assoluti di atletica leggera eptathlon - 5991 punti

1993
- Oro ai campionati italiani assoluti di atletica leggera, eptathlon - 5962 punti

1995
- Oro ai Campionati italiani assoluti di atletica leggera, eptathlon - 6135 punti

1996
- Oro ai Campionati italiani assoluti di atletica leggera, eptathlon - 6133 punti